# Liste der Museen in Hessen

## A
- Allendorf (Eder)
  - Via Temporis (Werksmuseum Viessmann)
- Allendorf (Lumda)
  - Heimatmuseum
  - Fünfziger-Jahre-Museum
  - Künstlerhof Arnold
- Alsfeld
  - Regionalmuseum Alsfeld
- Amöneburg
  - Museum Amöneburg
- Aßlar
  - Heimatmuseum der Stadt Aßlar

## B
- Babenhausen (Hessen)
  - Territorial-Museum
- Bad Arolsen
  - Christian-Daniel-Rauch-Haus
  - Christian Daniel Rauch-Museum
  - Historicum 20
  - Kaulbach-Haus
  - Museum Bad Arolsen
  - Museum Mengeringhausen
  - Schreibersches Haus
  - Waldecker Spielzeugmuseum in Massenhausen
  - Wasserkunst Landau
- Bad Camberg
  - Stadt- und Turmmuseum
- Bad Endbach
  - Kneipp-Museum
- Bad Hersfeld
  - Galerie im Stift
  - Haus Mährisch Schönberg
  - Konrad-Duden-Museum
  - Museum der Stadt Bad Hersfeld
  - wortreich
- Bad Homburg vor der Höhe
  - Gonzenheimer Museum im Kitzenhof
  - Horex Museum
  - Museum Gotisches Haus
  - MUSEUM Ober-Erlenbach
  - Römerkastell Saalburg Archäologischer Park
  - Schloss Homburg
- Bad Karlshafen
  - Deutsches Hugenottenmuseum Bad Karlshafen
  - Krukenburg-Museum
  - Museum im Alten Rathaus Helmarshausen
- Bad König
  - Georg Vetter Museum
  - Heimatmuseum Bad König
- Bad Nauheim
  - Eisenbahnfreunde Wetterau
  - Jugendstilforum
  - Keltenpavillon am Gradierbau I
  - Rosenmuseum in  Steinfurth
  - Selection + Skulpturenpark
- Bad Orb
  - Museum Bad Orb
- Bad Schwalbach
  - Kur-Stadt-Apotheken-Museum
- Bad Soden am Taunus
  - Stadtmuseum Bad Soden am Taunus im Badehaus
  - Meißner Porzellan-Sammlung Sigrid Pless im Ramada-Hotel
- Bad Sooden-Allendorf
  - Grenzmuseum Schifflersgrund
  - Salzmuseum
- Bad Vilbel
  - Brunnen- und Bädermuseum
  - Heimatmuseum Massenheim
- Bad Wildungen
  - Historisches Bergamt in Bergfreiheit
  - Lebendiges Museum Odershausen
  - Museum Schloss Friedrichstein
  - Quellenmuseum
  - Stadtmuseum
- Bad Zwesten
  - Alte Pfarrei Niederurff – Galerie für aktuelle Kunst
- Battenberg (Eder)
  - Stadtmuseum Battenberg im Alten Rathaus
  - Besucherbergwerk Burgstollen
  - Heimatmuseum Laisa
- Baunatal
  - Heimatmuseum Hessenstube
  - Stadtmuseum Baunatal in Altenritte
- Bebra
  - Eisenbahnmuseum Bebra
- Beerfelden
  - Museum der Oberzent
- Bensheim
  - Museum der Stadt Bensheim
- Berkatal
  - Heimatmuseum Berkatal in Frankershausen
- Beselich
  - Heimatstube Beselich-Obertiefenbach in Obertiefenbach
- Biblis
  - Burg-Stein-Museum Nordheim
- Bickenbach (Bergstraße)
  - Heimatmuseum im Kolb’schen Haus
- Biebergemünd
  - Biebergrund-Museum in Bieber
- Biebertal
  - Bauernhausmuseum Hof Haina in Rodheim-Bieber
  - Museum KeltenKeller in Rodheim-Bieber
- Biebesheim am Rhein
  - Heimatmuseum Biebesheim
- Biedenkopf
  - Dorfmuseum Wallau
  - Heimatstube Engelbach
  - Heimatstube Kombach
  - Hinterlandmuseum Schloss Biedenkopf
  - Holder-Museum Engelbach
  - Ikonenmuseum Biedenkopf im Schenkbarschen Haus
  - Schartenhof Eckelshausen
- Birstein
  - Sotzbacher Feuerwehrscheune in Untersotzbach
- Bischofsheim
  - Museum Bischofsheim
- Borken (Hessen)
  - Hessisches Braunkohle Bergbaumuseum
- Brachttal
  - Brachttal-Museum in Spielberg
  - Lindenhof-Museum in Streitberg
- Braunfels
  - Fürstliches Familienmuseum im Schloss Braunfels
  - Stadtmuseum Obermühle
- Breitenbach am Herzberg
  - Burg Herzberg
- Breitscheid (Hessen)
  - Museum Zeitsprünge in Erdbach
  - Töpfermuseum Breitscheid
- Breuberg
  - Breuberg-Museum Burg Breuberg
  - Stadtmuseum in Neustadt
  - Skulpturenpark Breuberg-Aue
- Bruchköbel
  - Heimatmuseum im Alten Rathaus
- Büdingen
  - 50er-Jahre-Museum
  - Büdinger Metzgermuseum im Schlaghaus
  - Heuson-Museum im Rathaus
  - Modellbaumuseum im Oberhof
  - Sandrosen-Museum im Untertor
  - Schlossmuseum Büdingen
- Burgwald
  - Bunker der Geschichte in Burgwald
  - Kulturscheune „Alte Schmiede“ Birkenbringhausen
- Buseck
  - Erlebnismuseum in Alten-Buseck
  - Sammler- und Hobbywelt in Alten-Buseck
- Butzbach
  - Museum der Stadt Butzbach

## C
- Calden
  - Schloss Wilhelmstal
- Cornberg
  - Sandsteinmuseum Kloster Cornberg

## D
- Darmstadt
  - Altstadtmuseum Hinkelsturm
  - Bioversum im Jagdschloss Kranichstein
  - Darmstädter Papiertheatersammlung
  - Druckmuseum/Haus für Industriekultur
  - Eisenbahnmuseum Darmstadt-Kranichstein
  - Großherzoglich-Hessische Porzellansammlung
  - Hessisches Landesmuseum Darmstadt
  - Institut für Neue Technische Form
  - Kunst Archiv Darmstadt
  - Kunsthalle Darmstadt
  - Museum Jagdschloss Kranichstein
  - Museum Künstlerkolonie
  - Schlossmuseum Darmstadt
  - Straßenbahnmuseum Darmstadt-Kranichstein
  - Wixhäuser Dorfmuseum
- Dautphetal
  - Heimatmuseum „Alte Kirche“ in Friedensdorf
  - Heimatmuseum „Altes Rathaus“ in Buchenau
  - Heimatmuseum „Backes Stibbcher“ in Dautphe
- Dieburg
  - Museum Schloss Fechenbach
- Diemelsee
  - Besucherbergwerk und Bergwerkmuseum „Grube Christiane“ in Adorf
- Dietzenbach
  - Feuerwehrmuseum Dietzenbach
  - Museum für Heimatkunde und Geschichte Dietzenbach
- Dillenburg
  - Oranien-Nassauisches Museum Wilhelmsturm
  - Wirtschaftsgeschichtliches Museum Villa Grün
  - Kutschenmuseum im Hessischen Landgestüt Dillenburg
- Dreieich
  - Dreieich-Museum in der Burg Hayn

## E
- Ebsdorfergrund
  - Geschichtliche Begegnungsstätte Hachborn
- Echzell
  - Museum Echzell
- Edertal
  - Sperrmauermuseum in Hemfurth-Edersee
- Eichenzell
  - Heimatmuseum Eichenzell
  - Museum Schloss Fasanerie
- Eppstein
  - Heimatmuseum Bremthal
  - Stadt- und Burgmuseum Eppstein
- Erbach (Odenwald)
  - Deutsches Elfenbeinmuseum
  - Gräfliche Sammlungen Schloss Erbach
- Erlensee
  - Heimatmuseum in der Wasserburg Rückingen
- Eschborn
  - Museum der Stadt Eschborn
- Eschenburg
  - Regionalmuseum Eschenburg in Eibelshausen
- Eschwege
  - Stadtmuseum Eschwege
  - Zinnfigurenkabinett
- Ewersbach
  - Nationales Automuseum – The Loh Collection

## F
- Felsberg
  - Museum Gensungen
- Fischbachtal
  - Museum Schloss Lichtenberg
- Flörsheim am Main
  - Heimatmuseum Flörsheim
- Florstadt
  - Saalbau Museum in Nieder-Florstadt
- Fränkisch-Crumbach
  - Heimatmuseum Rodenstein
- Frankenau
  - Heimatmuseum in Allendorf
- Frankenberg (Eder)
  - Kreisheimatmuseum im Kloster St. Georgenberg
  - Museum Thonet
  - Dampfmaschinenmuseum Frankenberg
- Frankfurt am Main
  - Archäologisches Museum Frankfurt
  - Bibelhaus Erlebnismuseum
  - Bernemer Museumslädchen
  - Caricatura Museum für Komische Kunst
  - Deutsches Architekturmuseum
  - Deutsches Filmmuseum
  - Dialogmuseum
  - Dommuseum Frankfurt
  - Eintracht Frankfurt Museum im Deutsche Bank Park
  - Experiminta
  - Feuerwehrmuseen in Frankfurt am Main
  - Frankfurter Feldbahnmuseum
  - Frankfurter Goethemuseum Freies Deutsches Hochstift im Goethe-Haus
  - Frankfurter Kunstverein im Steinernen Haus
  - Geldmuseum der Deutschen Bundesbank
  - Heimatmuseum Bergen-Enkheim
  - Heimatmuseum Schwanheim
  - Historische Eisenbahn Frankfurt
  - Historisches Museum Frankfurt
  - Ikonen-Museum Frankfurt
  - Jüdisches Museum Frankfurt
  - Liebieghaus Skulpturensammlung
  - Museum der Weltkulturen (früher Völkerkundemuseum)
  - Museum Angewandte Kunst (früher Museum für Kunsthandwerk)
  - Museum für Höchster Geschichte im Höchster Schloß
  - Museum für Kommunikation Frankfurt (früher Bundespostmuseum)
  - Museum für Moderne Kunst (MMK)
  - Museum Giersch (Museum für Regionale Kunst)
  - Portikus im Neuen Portikus
  - Schirn Kunsthalle
  - Senckenberg Naturmuseum
  - Städelsches Kunstinstitut
  - Stoltze-Museum
  - Struwwelpeter Museum
  - Technische Sammlung Hochhut
  - Verkehrsmuseum Frankfurt am Main
  - Siehe auch: Museumsufer
- Freiensteinau
  - Scheunenmuseum und Galerie „agro art“ in Reichlos
- Freigericht (Hessen)
  - Freigerichter Heimatmuseum Somborn
- Friedberg (Hessen)
  - Wetterau-Museum mit Kunstverein Friedberg
- Friedewald (Hessen)
  - Heimatmuseum in der Wasserburg Friedewald
- Friedrichsdorf
  - Heimatmuseum Seulberg
  - Philipp-Reis-Haus
- Fritzlar
  - Domschatz und Museum des St.-Petri-Doms
  - Regionalmuseum Hochzeitshaus
- Fulda
  - Deutsches Feuerwehr-Museum
  - Blackhorse Museum in Sickels (Fulda-Galerie)
  - Dommuseum Fulda
  - Erlebniswelt Blockflöte Mollenhauer Blockflötenbau
  - Kinder-Akademie
  - Stadtschloss Fulda mit Gemälde- und Porzellan-Sammlung sowie Ferdinand-Braun-Kabinett
  - Vonderau Museum
- Fuldatal
  - Museum Währungsreform 1948 in Rothwesten

## G
- Gedern
  - Kulturhistorisches Museum im Schloss Gedern
- Gelnhausen
  - Heimatmuseum Gelnhausen
  - Heimatmuseum Meerholz
  - Ehemalige Kaiserpfalz und Burgmannenhaus
- Gernsheim
  - Museum der Schöfferstadt Gernsheim
- Gersfeld (Rhön)
  - Deutsches Segelflugmuseum mit Modellflug auf der Wasserkuppe
- Gießen
  - Buchdruckmuseum
  - Gießkannenmuseum
  - Liebig-Museum
  - Mathematikum
  - Oberhessische Eisenbahnfreunde
  - Oberhessisches Museum im Alten Schloss und Wallenfels’schen Haus
  - Spielzeugmuseum
- Ginsheim-Gustavsburg
  - Heimatmuseum Ginsheim-Gustavsburg
- Glauburg
  - Glauberg-Museum in Glauberg
  - Keltenwelt am Glauberg
  - Modellbahnhof Stockheim
- Grebenhain
  - Muna-Museum Grebenhain in Bermuthshain
- Grebenstein
  - Ackerbürgermuseum Grebenstein
- Greifenstein (Hessen)
  - Glockenwelt Burg Greifenstein
- Griesheim
  - Stadtmuseum Griesheim
- Groß-Gerau
  - Stadtmuseum Groß-Gerau
- Groß-Umstadt
  - Museum Gruberhof
- Großalmerode
  - Glas- und Keramikmuseum Großalmerode
- Großenlüder
  - Internationale Krippenausstellung und Heimatmuseum
- Großkrotzenburg
  - Museum der Gemeinde Großkrotzenburg
- Grünberg (Hessen)
  - Museum im Spital
- Gründau
  - Heimatmuseum der Gemeinde Gründau in Niedergründau
- Guxhagen
  - Gedenkstätte Breitenau

## H
- Hadamar
  - Gedenkstätte Hadamar
  - Stadtmuseum
- Haiger
  - Heimatmuseum
  - Spitzen- und Leinenmuseum Haigerseelbach
  - Heimatstube Sechshelden
- Museen der Stadt Hanau
  - Burg und Park Wilhelmsbad mit Ausstellung
  - Deutsches Goldschmiedehaus
  - Heimatmuseum Mittelbuchen
  - Hessisches Forstmuseum Alte Fasanerie
  - Hessisches Puppenmuseum im Park Wilhelmsbad
  - Historisches Museum Hanau im Schloss Philippsruhe
  - Museumseisenbahn Hanau
  - Museum Großauheim
  - Museum Schloss Steinheim
  - Papiertheatermuseum Hanau im Schloss Philippsruhe
- Helsa
  - Musik-, Radio- & Kinomuseum in Eschenstruth
- Heppenheim
  - Museum für Stadtgeschichte und Volkskunde
  - Sparkassenmuseum Starkenburg
- Herborn
  - Städtisches Museum „Hohe Schule“ Herborn
- Herbstein
  - Fastnacht-Statt-Museum
- Heringen (Werra)
  - Werra-Kalibergbau-Museum
- Hessisch Lichtenau
  - Holleum
- Heuchelheim (Hessen)
  - Heimatmuseum Heuchelheim in Kinzenbach
- Heusenstamm
  - Museum im Haus der Stadtgeschichte
- Hirschhorn (Neckar)
  - Langbein-Museum Hirschhorn
- Hirzenhain
  - Eisenkunstgussmuseum Hirzenhain
- Hochheim am Main
  - Weinbaumuseum
- Hofgeismar
  - Apothekenmuseum Hofgeismar
  - Stadtmuseum Hofgeismar
  - Tierparkmuseum
- Hofheim am Taunus
  - Stadtmuseum Hofheim am Taunus
- Homberg (Efze)
  - Feuerwehrmuseum
  - Heimatmuseum Homberg (Efze) im ehemaligen Hochzeitshaus
  - Hohenburgmuseum
  - Kyffhäusermuseum
- Homberg (Ohm)
  - Museum im „Alten Brauhaus“
- Hosenfeld
  - Heimatmuseum Blankenau
- Hünfeld
  - Konrad-Zuse-Museum
  - Museum Modern Art
- Hüttenberg (Hessen)
  - Goethehaus Volpertshausen

## I
- Idstein
  - Stadtmuseum
- Immenhausen
  - Glasmuseum Immenhausen

## K
- Karben
  - Landwirtschafts- und Heimatmuseum in Groß-Karben
- Kassel
  - Antikensammlung im Schloss Wilhelmshöhe
  - Astronomisch-Physikalisches Kabinett mit Planetarium in der Orangerie
  - Brüder Grimm-Museum Kassel
  - Caricatura – Galerie für Komische Kunst
  - Deutsches Tapetenmuseum
  - Dichterhaus Brückner-Kühner
  - Fridericianum
  - Gemäldegalerie Alte Meister im Schloss Wilhelmshöhe
  - Graphische Sammlung im Schloss Wilhelmshöhe
  - Hessisches Landesmuseum (Sammlungen: Vor- und Frühgeschichte, Angewandte Kunst, Volkskunde)
  - Kurbad Jungborn
  - Löwenburg mit Sammlungen
  - Museum für Sepulkralkultur
  - Naturkundemuseum im Ottoneum
  - Neue Galerie
  - Spohr Museum
  - Stadtmuseum
  - Weißensteinflügel im Schloss Wilhelmshöhe
  - Siehe auch: Museen in Kassel
  - Siehe auch: Museumslandschaft Hessen Kassel
- Kaufungen
  - Hessisches Ziegeleimuseum in Oberkaufungen
  - Regionalmuseum „Alte Schule“ mit „Mitmachhaus“ in Oberkaufungen
  - Bergbaumuseum Rossgang
- Kefenrod
  - Heimatmuseum
- Kelkheim (Taunus)
  - Museum Kelkheim – Sammlung für Möbelhandwerk und Stadtgeschichte
  - technikum29 Computer-Museum
- Kelsterbach
  - Stadtmuseum Kelsterbach
- Kirchhain
  - Heimatmuseum Großseelheim
- Kirtorf
  - Museum Kirtorf
- Knüllwald
  - Lebendiges Bienenmuseum Knüllwald in Niederbeisheim
- Königstein im Taunus
  - Burg- und Stadtmuseum Königstein
- Korbach
  - Wolfgang-Bonhage-Museum Korbach
- Kriftel
  - Schulmuseum im Main-Taunus-Kreis
- Kronberg im Taunus
  - BraunSammlung im Westerbachcenter
  - Fritz-Best-Museum
  - Museum Burg Kronberg
  - Museum Kronberger Malerkolonie in der Streitkirche
  - Museum Stadtgeschichte Kronberg

## L
- Lahnau
  - Museum für Heimat- und Altertumskunde in Waldgirmes
- Lahntal
  - Otto-Ubbelohde-Haus in Goßfelden
- Lampertheim
  - Heimatmuseum Lampertheim
- Langen (Hessen)
  - Museum Altes Rathaus
- Langenselbold
  - Heimatmuseum Langenselbold
- Laubach
  - Museum Fridericianum Laubach
  - Schlossmuseum Laubach
- Lauterbach (Hessen)
  - Hohhaus-Museum
- Leun
  - Stadtmuseum Leun
- Lich
  - Heimatmuseum Lich
- Limburg an der Lahn
  - Domschatz und Diözesanmuseum
  - Kunstsammlungen der Stadt Limburg
  - Marine-Museum Limburg
- Linden (Hessen)
  - Hüttenberger Heimatmuseum in Leihgestern
  - Reineke-Fuchs-Museum in Leihgestern
- Lindenfels
  - Deutsches Drachenmuseum
  - Lindenfelser Museum
- Lohfelden
  - Hessisches Kutschen- und Wagenmuseum in Crumbach
  - Rathausgalerie
  - Schachmuseum in Ochshausen
- Lorch (Rheingau)
  - Kunst- und Heimatmuseum
- Lorsch
  - Museumszentrum Lorsch (Sammlungen: Klostermuseum, Tabakmuseum, Volkskundliche Sammlung)

## M
- Malsfeld
  - BrauereiMuseum Malsfeld
  - Korbmacher-Museum in Beiseförth
- Marburg
  - 1. Deutsches Polizeioldtimer-Museum
  - Kunsthalle des Marburger Kunstvereins
  - Museum anatomicum – Medizinhistorisches Museum der Philipps-Universität Marburg
  - Mineralogisches Museum der Philipps-Universität Marburg
  - Religionskundliche Sammlung der Philipps-Universität
  - Universitätsmuseum für Bildende Kunst
  - Universitätsmuseum für Kulturgeschichte
  - Völkerkundliche Sammlung der Philipps-Universität
- Meinhard
  - Heimatmuseum Meinhard in Schwebda
- Melsungen
  - Heimatmuseum Melsungen
- Mengerskirchen
  - Turmmuseum in der Burg Mengerskirchen
- Messel
  - Besucher- und Informationszentrum Grube Messel
  - Fossilien- und Heimatmuseum Messel
- Michelstadt
  - Landesrabbiner Dr. I. E. Lichtigfeld-Museum in der Synagoge Michelstadt
  - Odenwaldmuseum und Spielzeugmuseum
- Mörfelden-Walldorf
  - Museum Mörfelden
  - Museum Walldorf
- Mücke (Hessen)
  - Ernst-Eimer-Stube in Groß-Eichen
- Mühlheim am Main
  - Stadtmuseum

## N
- Nauheim
  - Heimatmuseum Nauheim
- Naumburg (Hessen)
  - Heimatmuseum Naumburg
- Nentershausen (Hessen)
  - Heimat- und Bergbaumuseum
- Neu-Anspach
  - Freilichtmuseum Hessenpark
- Neu-Isenburg
  - Seminar- und Gedenkstätte Bertha-Pappenheim-Haus
  - Stadtmuseum „Haus zum Löwen“
  - Zeppelin-Museum Zeppelinheim
- Nidda
  - Feuerwehrmuseum
  - Jüdisches Zimmermann-Strauß-Museum
  - Niddaer Heimatmuseum
  - Oberhessisches Weihnachtskrippen-Museum
- Nidderau
  - Dorfmuseum Ostheim
  - Städtisches Museum im Hospital in Windecken
- Niddatal
  - Schlossmuseum Niddatal

## O
- Ober-Ramstadt
  - Museum Ober-Ramstadt
- Oberursel (Taunus)
  - Vortaunusmuseum
- Offenbach am Main
  - Deutsches Ledermuseum
  - Digital Retro Park, Museum für digitale Kultur
  - Klingspor-Museum
  - Haus der Stadtgeschichte
- Ortenberg (Hessen)
  - Burgmuseum im Schloss Ortenberg
  - Musikinstrumentenmuseum Lißberg
- Otzberg
  - Alte Schmiede in Lengfeld
  - Museum für Odenwälder Volkskultur in Lengfeld
  - Museum Veste Otzberg

## P
- Pfungstadt
  - Städtisches Museum Pfungstadt
- Poppenhausen (Wasserkuppe)
  - Sieblos-Museum

## R
- Rabenau (Hessen)
  - Museum der Rabenau in Londorf
- Ranstadt
  - Mühlenmodellmuseum in Dauernheim
- Rasdorf
  - Gedenkstätte Point Alpha
- Raunheim
  - Heimatmuseum Raunheim
- Rauschenberg
  - Heimatmuseum Rauschenberg
  - Dorfmuseum Daniel-Martin-Haus in Schwabendorf
- Reichelsheim (Odenwald)
  - Regionalmuseum Reichelsheim
- Reinheim
  - Heimatmuseum Reinheim
- Reiskirchen
  - Heimatmuseum Reiskirchen
- Riedstadt
  - Heimatmuseum Crumstadt
  - Heimatmuseum Erfelden
  - Heimatmuseum Goddelau
  - Heimatmuseum Leeheim
  - Heimatmuseum Wolfskehlen
- Rödermark
  - Töpfermuseum in Urberach
- Romrod
  - Schlossmuseum Romrod
- Ronneburg (Hessen)
  - Burgmuseum Ronneburg
- Rosbach vor der Höhe
  - Heimatmuseum im Wehrturm
- Roßdorf
  - Südhessisches Handwerksmuseum
- Rotenburg an der Fulda
  - Kreisheimatmuseum Rotenburg
  - Jüdisches Museum in der ehemaligen Mikwe
  - Puppen- und Spielzeugmuseum
- Rüdesheim am Rhein
  - Mittelalterliches Foltermuseum Rüdesheim
  - Rheingauer Weinmuseum in der Brömserburg
  - Siegfrieds Mechanisches Musikkabinett
  - Toy Museum Rüdesheim
- Rüsselsheim am Main
  - Opelvillen
  - Stadt- und Industriemuseum Rüsselsheim

## S
- Schlitz
  - Burgmuseum in der Vorderburg
  - Dorfmuseum „Buisch ahl Huss“ in Fraurombach
- Schlüchtern
  - Bergwinkelmuseum
  - Holzgeräte-Museum und Siebold-Museum in der Burg Brandenstein
- Schotten
  - Vogelsberger Heimatmuseum
- Schrecksbach
  - Dorfmuseum Holzburg
- Schwalmstadt
  - Gedenkstätte und Museum Trutzhain
  - Museum der Schwalm in Ziegenhain
  - Museum für historische Schreibmaschinen in Treysa
  - Museumstöpferei Dörrbecker in Treysa
- Seeheim-Jugenheim
  - Bergsträßer Museum Seeheim-Jugenheim
  - Museum Stangenberg Merck
- Solms
  - Grube Fortuna mit Grubenbahnmuseum bei Oberbiel
  - Industrie- und Heimatmuseum Solms
- Sontra
  - Bergbaumuseum
  - Museum im alten Boyneburger Schloss in Wichmannshausen
  - Steinmühlen-Museum Sontra
- Spangenberg
  - Heimatmuseum Spangenberg
  - Jagd- und Schlossmuseum Spangenberg im Schloss Spangenberg
- Stadtallendorf
  - Dokumentations- und Informationszentrum und Stadtmuseum
  - Flugzeugwrackmuseum in Schweinsberg
- Staufenberg (Hessen)
  - Heimatmuseum Staufenberg
- Steinau an der Straße
  - Brüder Grimm-Haus
  - Schloss Steinau mit Brüder-Grimm-Gedenkstätte
- Stockstadt am Rhein
  - Heimatmuseum Stockstadt

## T
- Tann (Rhön)
  - „Alte Schmiede“
  - Fossilienmuseum „Stein-Reich“
  - Freilichtmuseum Rhöner Museumsdorf
  - Naturmuseum
  - Tanner Grenzmuseum
- Taunusstein
  - Museum im Wehener Schloss
- Trebur
  - Museum Trebur
- Trendelburg
  - E.ON Mitte-Live-Museum Wasserkraftwerk Wülmersen
  - LandMuseum Wülmersen

## U
- Ulrichstein
  - Museum im Vorwerk
- Usingen
  - Usinger Stadtmuseum

## V
- Viernheim
  - Museum der Stadt Viernheim
  - Druckmuseum Benz
- Villmar
  - Lahn-Marmor-Museum
- Volkmarsen
  - Haus Dr. Bock mit Heimatmuseum, Ausstellungen und Aktionstagen
  - Gustav-Hüneberg-Haus mit Geschichtswerkstatt „Rückblende – gegen das Vergessen“

## W
- Wächtersbach
  - Heimatmuseum Wächtersbach
  - Töpfermuseum Wittgenborn
- Waldkappel
  - Heimatmuseum
  - Heimatstube Bischhausen
- Wald-Michelbach
  - Überwälder Heimatmuseum
  - Stoewer-Museum
- Waldeck
  - Alte Dorfstube Nieder-Werbe
  - Burgmuseum im Schloss Waldeck
  - Heimatmuseum in Höringhausen
- Wanfried
  - Dorfmuseum Heldra
  - Heimatmuseum Wanfried und Dokumentationszentrum zur deutschen Nachkriegsgeschichte
- Wehrheim
  - Stadttormuseum Wehrheim
- Weilburg
  - Bergbau- und Stadtmuseum Weilburg
  - Deutsches Baumaschinen-Modellmuseum in Gaudernbach
  - Höhlenmuseum Kubacher Kristallhöhle mit Freilicht-Steinemuseum
  - Rosenhang-Museum für zeitgenössische Kunst
  - Schloss Weilburg
  - Terrakottaarmee Weilburg
- Wesertal
  - Dorfmuseum Oedelsheim
  - Heimatstube Arenborn
  - Waldensermuseum in Gottstreu
- Wettenberg
  - Hessisches Holz-Technik-Museum in Wißmar
- Wetter (Hessen)
  - Dorfmuseum „Alter Forsthof“ in Oberrosphe
- Wetzlar
  - Dorfstube Münchholzhausen
  - Bundeswehr-Museum Wetzlar
  - Das Leitz-„Haus Friedwart“, einmaliges Jugendstil-Ensemble in Deutschland
  - Heimatgeschichtliche Arbeitsgemeinschaft Naunheim
  - Heimatmuseum Garbenheim
  - Heimatmuseum Steindorf
  - Heimatstube Blasbach
  - Jerusalemhaus
  - Landwirtschaftliches Museum
  - Lottehaus
  - Messingmuseum
  - Reichskammergerichtsmuseum
  - Sammlung historischer Mikroskope Ernst Leitz
  - Sammlung Irmgard von Lemmers-Danforth im Palais Papius
  - Stadt- und Industriemuseum
  - Viseum mit Optikparcours und Dunkelkaufhaus
  - Wetzlarer Spielzeug- und Puppenmuseum
- Wiesbaden
  - Aktives Museum Spiegelgasse
  - Burgmuseum Sonnenberg
  - Dotzheimer Museum
  - Erfahrungsfeld zur Entfaltung der Sinne im Schloss Freudenberg
  - frauen museum wiesbaden
  - Harlekinäum (Lachmuseum)
  - Heimatmuseum Bierstadt
  - Heimatmuseum Erbenheim
  - Heimatmuseum Delkenheim
  - Heimatmuseum Kloppenheim
  - Heimatmuseum Kostheim
  - Heimatmuseum Medenbach
  - Heimatmuseum Naurod
  - Heimatmuseum Nordenstadt
  - Heimatmuseum Schierstein
  - Karlsbader Archiv und Museum
  - Museum Biebrich für Heimat- und Industriegeschichte
  - Museum Castellum Mainz-Kastel
  - Museum Wiesbaden
  - Nassauischer Kunstverein
  - Römisches Freilichtmuseum Wiesbaden
- Willingen (Upland)
  - Curioseum Usseln
  - Besucherbergwerk Schiefergrube „Christine“
  - Heimatmuseum Usseln
  - Upländer Milchmuhseum
- Willingshausen
  - Malerstübchen Willingshausen
- Witzenhausen
  - Völkerkundliches Museum
- Wölfersheim
  - Volkskunde-Museum und Dokumentations-Zentrum Berstadt
  - Wölfersheimer Energie-Museum
- Wolfhagen
  - Filmmuseum Wolfhagen
  - Regionalmuseum Wolfhager Land

## Z
- Zierenberg
  - Mühle Laar mit Mühlenmuseum
  - Museum Kloster Hasungen mit Eco Pfad
- Zwingenberg (Bergstraße)
  - Museum in der Scheuergasse